# Упругость сообщества
Упругость сообществ, или Упругость общин (англ. community resilience) — это мера устойчивой способности сообществ использовать имеющиеся ресурсы, чтобы отвечать на неблагоприятные ситуации, противостоять им, и оправляться от них.
Все больше стран мира определяют упругость как краеугольный камень своих стратегий национальной и региональной безопасности, защиты от уязвимостей местных общин и сетей; компании и организации стремятся улучшить собственную организационную упругость.

## Определение
Один из ведущих мозговых центров мира, корпорация RAND (США), определяет упругость как меру устойчивой определённой способности общества использовать имеющиеся ресурсы, чтобы ответить на неблагоприятные ситуации, противостоять им, и оправиться от них.

## Оценка упругости
В Соединенном Королевстве с 2011 года внедряется Программа Инфраструктурной Упругости. Программа была основана, чтобы предоставить возможность организациям государственного и частного сектора укрепить упругость их инфраструктуры, систем поставок и распределения, к нарушениям от всех рисков (опасностей и угроз), применяя следующий подход в оценке упругости:
«Предоставление ответов на следующие 3 вспомогательных вопроса может оценить, насколько подготовлена ваша община, и что вы можете сделать:
1) вы осведомлены о рисках, с которыми вы и ваша община могут столкнуться? Например, наводнения.
2) Как вы можете помочь себе и окружающим вас людям во время чрезвычайных ситуаций?
3) Что вы можете сделать, чтобы приобщиться к планированию на случай чрезвычайных ситуаций в вашей общине?».